# Sainte-Eulalie, Aude
Sainte-Eulalie är en kommun i departementet Aude i regionen Occitanien  i södra Frankrike. Kommunen ligger  i kantonen Alzonne som ligger i arrondissementet Carcassonne. År 2022 hade Sainte-Eulalie 569 invånare.

## Befolkningsutveckling
Antalet invånare i kommunen Sainte-Eulalie
Referens: INSEE